# خايرو أرياتا
خايرو أرياتا (بالإسبانية: Jairo Arrieta)‏ (25 أغسطس 1983 نيكوجا كوستاريكا - ) هو لاعب كرة قدم كوستاريكي، يلعب كمهاجم، شارك في الألعاب الأولمبية الصيفية 2004.

## روابط خارجية
- خايرو أرياتا على موقع الاتحاد الدولي (مؤرشف)  (الإنجليزية)
- خايرو أرياتا على موقع الدوري الأمريكي (الإنجليزية)
- خايرو أرياتا على موقع قاعدة بيانات كرة القدم.إي يو (الإنجليزية)
- خايرو أرياتا على موقع ناشيونال فوتبول تيمز (الإنجليزية)
- خايرو أرياتا على موقع Soccerway.com (الإنجليزية)
- خايرو أرياتا على موقع أوليمبيديا (الإنجليزية)
- خايرو أرياتا على موقع AS.com (الإسبانية)